# Monsieur Papa (film, 1977)
Pour les articles homonymes, voir Monsieur Papa.
Pour plus de détails, voir Fiche technique et Distribution.
Monsieur Papa est un film français réalisé par Philippe Monnier, sorti en 1977.

## Synopsis
Un père élève seul son fils de dix ans. Les deux s'entendent très bien jusqu'à l'arrivée d'une nouvelle compagne dans la vie du père.

## Fiche technique
- Réalisateur : Philippe Monnier, assisté de Marc Rivière et Patrice Poiré
- Scénario, adaptation et dialogues : Philippe Monnier et Jean-Marie Poiré, d'après le roman de Patrick Cauvin
- Photographie : Edmond Séchan
- Musique : Mort Shuman
- Son : Pierre Lenoir
- Montage : Marie-Josèphe Yoyotte
- Décors : Pierre Lefait
- Production : Andrée Debar et Robert Sussfeld
- Production déléguée : Alain Poiré
- Genre : comédie dramatique
- Durée : 105 minutes
- Pays de production :  France
- Date de sortie :
  - France : 24 août 1977

## Distribution
- Claude Brasseur : Franck Lanier
- Nathalie Baye : Janine
- Nicolas Reboul : Laurent
- Daniel Auteuil : Dédé
- Brigitte Catillon : Martine
- Gérard Hérold : Bill
- Eva Darlan : Sylviane
- Lucienne Le Marchand : Mme Ferral
- Catherine Lachens : Mlle Carpentier
- Frédéric Blic : Gilles
- Moustache : le père de Gilles
- Michel Creton : le professeur de sports
- André Valardy : Julien
- Fred Personne : un policier
- Josiane Balasko : la femme dans la cabine téléphonique
- Alain Adair
- Jean-Marie Arnoux
- Suzanne Carra
- Nathalie Clément-Villeret
- Raoul Curet
- Nicole Desailly
- Jacqueline Doyen
- François Dyrek
- Jean-Pierre Garrigues
- Laurence Gérard
- Jean Le Gall
- Claude Legros